# Cikarang (Cilamaya Wetan)
Cikarang is een bestuurslaag in het regentschap Karawang van de provincie West-Java, Indonesië. Cikarang telt 6653 inwoners (volkstelling 2010).